# Koppelisaari (ö i Mellersta Finland, Keuruu, lat 62,23, long 24,80)
Koppelisaari är en ö i Finland. Den ligger i sjön Pohjoisjärvi och i kommunen Keuru i den ekonomiska regionen  Keuru ekonomiska region  och landskapet Mellersta Finland, i den södra delen av landet, 230 km norr om huvudstaden Helsingfors. Öns area är 0,3 hektar och dess största längd är 80 meter i sydväst-nordöstlig riktning.